# Mano di Fatima

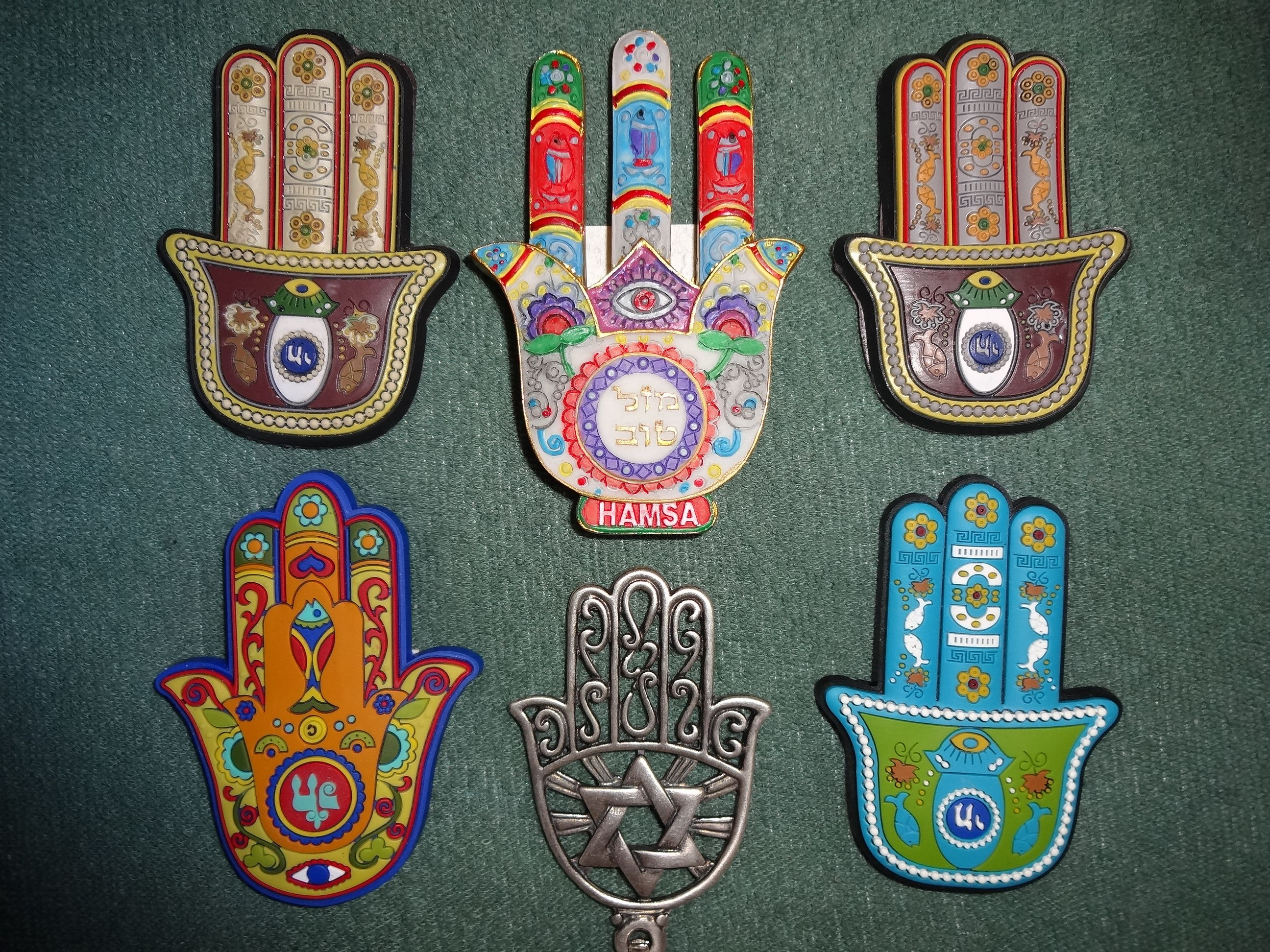
Alcune mani di Fatima

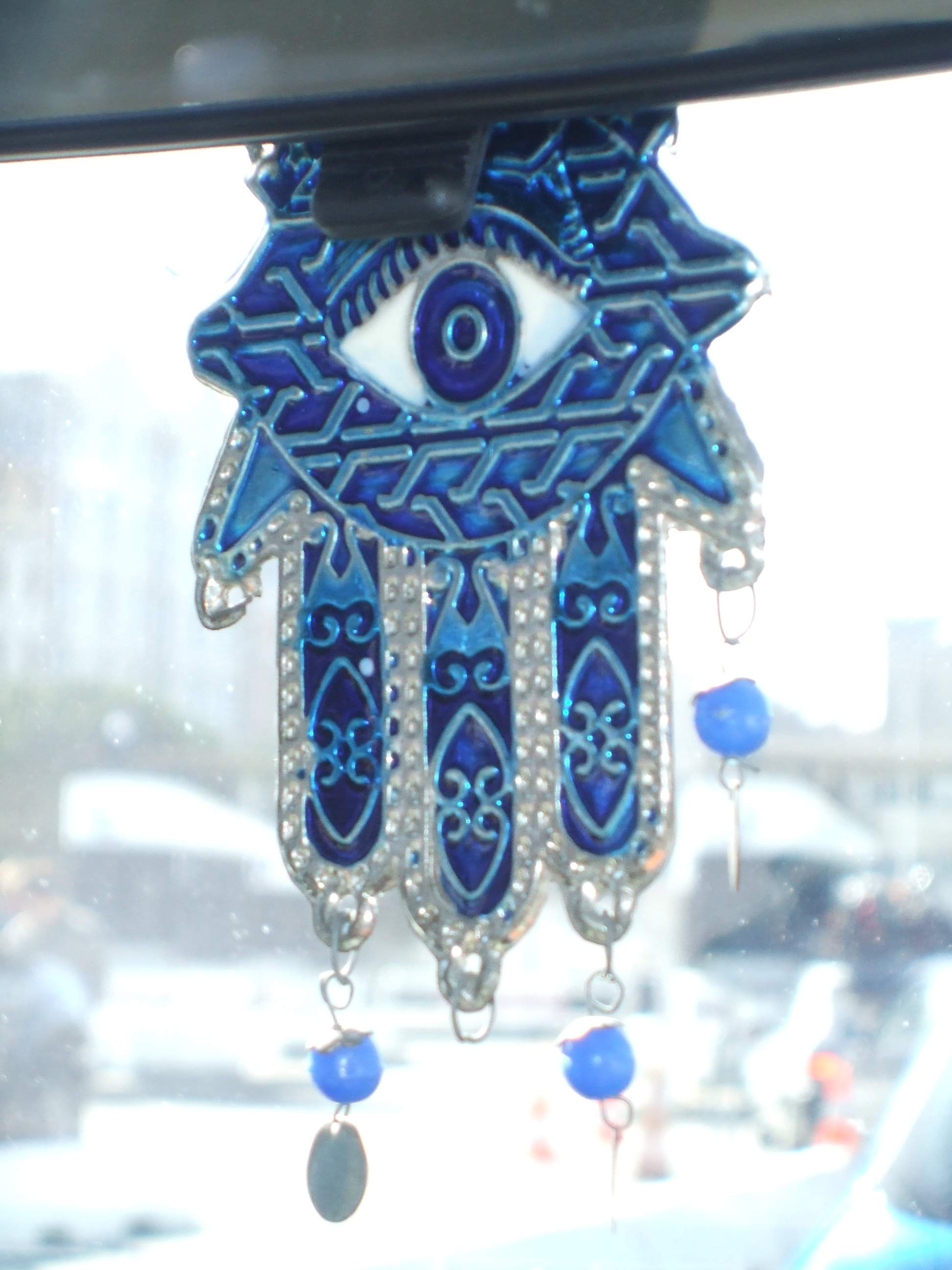
Una mano di Fatima all'interno di un'automobile in Tunisia

La mano di Fatima, detta anche mano di ALO e nota per gli arabofoni come Khamsa (in arabo ﺧﻤﺴـة‎?, ossia "cinque"), è un amuleto caratteristico del Medio Oriente e del Maghreb.
Per gli ebrei si tratta della mano di Miriam, sorella di Mosè ed Aronne. Il numero cinque (hamesh in ebraico) rappresenta i cinque libri della Torah. Simboleggia anche la quinta lettera dell'alfabeto, He, che rappresenta uno dei nomi di Dio.
Attualmente la mano di Miriam è popolare anche come oggetto decorativo in pendenti, portachiavi o decorazioni per la casa.
Spesso vi si trovano iscritte preghiere ebraiche, come la Shemà, la Birkat HaBayit (Benedizione della casa) o la Tefilat HaDerech (Preghiera del viaggiatore).
La Mano di Fatima fu anche simbolo di libertà per i musulmani. La storia narra di una donna di nome Fatima che sacrificò la sua mano per essere liberata.
In età moderna l'immagine è stata utilizzata per indicare gli spazi adibiti alle donne e più in genere come oggetto apotropaico, costituito da una mano colorata e a volte molto adornata da arabeschi, recante per di più al centro un occhio (quest'ultimo da collegarsi a un altro simbolo para-religioso islamico, il Nazar).
Da un punto di vista antropologico-religioso, la mano è collegabile alle basi stesse del credo islamico: le cinque dita della mano ricordano infatti i cinque pilastri dell'Islam della fede. Per l'Islam popolare, la Mano rappresenta tuttavia più che altro un rimedio infallibile contro il malocchio e gli influssi negativi in genere. D'altro canto, come dimostrano molti ritrovamenti archeologici nell'area mesopotamica, questo particolare amuleto non nasce con le religioni abramitiche, ma sembra essere collegato a religioni estremamente precedenti, come i culti di Inanna e Ishtar.